# Червона Гірка (Конотопський район)
Черво́на Гірка́ —  село в Україні, у Кролевецькій міській громаді Конотопського району Сумської області. Населення становить 136 осіб. До 2020 орган місцевого самоврядування — Бистрицька сільська рада.

## Географія
Село Червона Гірка знаходиться на лівому березі річки Реть, вище за течією на відстані 2 км розташоване село Бистрик, нижче за течією на відстані 2 км знаходиться місто Кролевець. Село витягнуто вздовж річки на 4 км. По селу протікає пересихаючий струмок. Поруч проходить автомобільна дорога М02E101.

## Назва
Червона (красна) гірка - свято, перша неділя після Великодня, також одна з назв красної весни, що приходить в образі богині Лади та її доньки Лелі. На горах (село лежить на березі річки Реть на цікавих пагорбах, це найвища точка в околиці м. Кролевець) завжди служили богам кумирам, творили суд. Навесні на таких місцях найвідчутніше воскресіння Сонця Красного. Саме з цього часу починав ходити серед людей Бог Ярило. За стародавніми віруваннями, на Красних гірках любили збиратися духи чоловічої статі (в той час як на Лисих горах - жіночої).

## Історія
12 червня 2020 року, відповідно до розпорядження Кабінету Міністрів України № 723-р «Про визначення адміністративних центрів та затвердження територій територіальних громад Сумської області», село увійшло до складу Кролевецької міської громади.
19 липня 2020 року, в результаті адміністративно-територіальної реформи та ліквідації Кролевецького району, увійшло до складу новоутвореного Конотопського району.

## Символіка
На гербі зображена червона гора (герб є промовистим) в яку влучають блискавки - район села є найвищою точкою району, а як відомо блискавки завжди б'ють у найвище місце. На горах в районі села раніше поклонялися давнім богам, у тому числі й Перуну. На тлі червоної гори зображена зірка Перуна, по бокам від гори сокири Перуна, а блискавки вгорі також є символом цього божества.

## Населення

### Мова
Розподіл населення за рідною мовою за даними перепису 2001 року:
| Мова            | Кількість | Відсоток |
| --------------- | --------- | -------- |
| українська      | 132       | 97.06%   |
| російська       | 3         | 2.21%    |
| інші/не вказали | 1         | 0.73%    |
| Усього          | 136       | 100%     |

## Економіка
- Птахо-товарна ферма.